# ۱۱ فوریه
۱۱ فوریه در تقویم گرگوری، چهل و دومین روز سال است. ۳۲۳ روز (در سال‌های کبیسه ۳۲۴روز) تا پایان سال باقی است.

## رویدادها
- ۶۶۰ پ‌م - روز سنتی پیدایش ژاپن به دست امپراتور جینمو.
- ۱۹۷۹ - سالروز پیروزی انقلاب اسلامی ایران به رهبری سید روح‌الله خمینی و تغییر دودمان پهلوی در ایران
- ۲۰۱۱ - استعفای حسنی مبارک رئیس جمهور مصر
- ۱۹۹۰ - آزادی نلسون ماندلا از زندان آفریقای جنوبی

## زادروزها
- ۱۸۴۷ - توماس ادیسون، مخترع آمریکایی. (درگذشته ۱۹۳۱)
- ۱۹۶۹ - جنیفر آنیستون، بازیگر آمریکایی
- ۱۹۸۹ – حسن عبدالرحمن، بازیکن فوتبال اهل امارات متحده عربی

## مرگ‌ها
- ۶۴۱- هراکلیوس امپراتور روم
- ۱۶۵۰ - رنه دکارت، فیلسوف فرانسوی (زادهٔ ۱۵۹۶)
- ۱۹۴۸ - سرگئی آیزنشتاین، فیلمساز روس، (اکتبر)) (رزمناو پوتمکین)، (زاده ۱۸۹۸)
- ۱۹۶۳ - سیلویا پلات، شاعر، رمان‌نویس، نویسندهٔ داستان‌های کوتاه، و مقاله‌نویس آمریکایی، (زاده ۱۹۳۲)
- ۱۹۶۸ - پیتیریم آلکساندروویچ سورکن، جامعه‌شناس آمریکایی روس‌تبار (زاده ۱۸۸۹)
- ۲۰۰۴ - زهره الحر، شاعر لبنانی.[۱]
- ۲۰۰۵ - آرتور میلر، نویسنده، نمایش‌نامه‌نویس و مقاله‌نویس آمریکایی (زاده ۱۹۱۵)
- ۲۰۱۲ - ویتنی هیوستون، خواننده سبک پاپ، هنرپیشه، تهیه‌کننده فیلم و مدل آمریکایی (زاده ۱۹۶۳)
- ۲۰۱۵ - آمال الزهاوی، شاعر عراقی.[۲]